# Edificio del zemstvo de la gobernación de Poltava
El edificio del zemstvo de la gobernación de Poltava (en ucraniano: Будинок Полтавського губернського земства) es un antiguo edificio administrativo y monumento arquitectónico construido entre 1903 y 1908 según el diseño del arquitecto Vasil Krichevski en Poltava, Ucrania. El edificio fue utilizado por el zemstvo (gobierno regional) de la gobernación de Poltava del Imperio ruso. Es el primer ejemplo de arquitectura modernista ucraniana y actualmente, en él se encuentra el museo de Costumbres Locales de Poltava.

## Historia

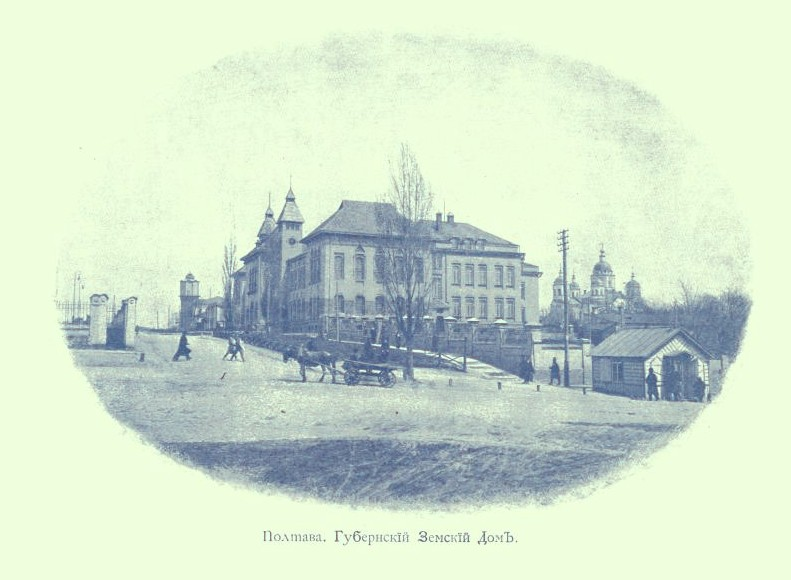
Vista lateral a comienzos del

Como resultado de las reuniones sobre el desarrollo de la artesanía popular en la región de Poltava, celebradas en 1902 y principios de 1903, a las que asistieron los artistas y arquitectos Sergi Vasilkivski, Opanás Slastion, Vasil Krichevski y otros, surgió la idea de un nuevo estilo popular ucraniano en el arte y la arquitectura. En particular, Sergi Vasilkivski criticó el diseño del edificio del zemstvo, originalmente obra de Y. Shirhov. Tras la negativa del arquitecto a modificar el diseño, tal como exigía el zemstvo, V. Nikolaev lo reformuló. Propuso rechazar la idea original de un edificio de estilo neorrenacentista o neoclasicismo, típicos de los edificios gubernamentales de la época, y aprobar en su lugar un diseño que reflejara elementos populares locales. La idea fue apoyada por el escritor Mikola Dmitriyev, quien propuso el nombre de estilo ucraniano para describirlo. En la prensa de Poltava y, posteriormente, de Kiev, Opanás Slastion defendió la necesidad de desarrollar dicho estilo arquitectónico.

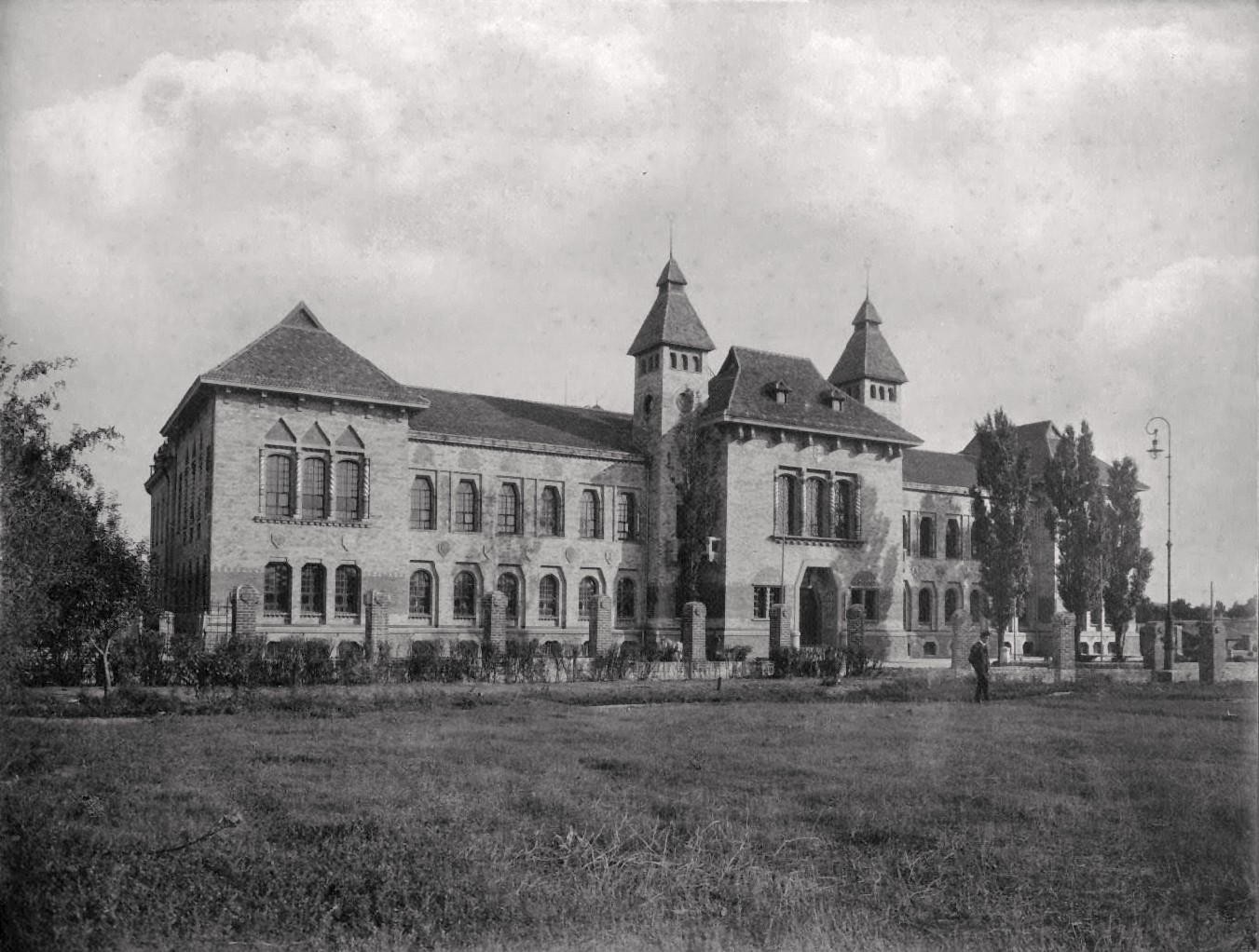
Fachada del edificio a comienzos del

Como resultado, se convocaron dos concursos de diseño para el edificio: el primero el 6 de junio y el segundo el 23 de junio de 1903. Una comisión especial del gobierno, encabezada por Fiódor Lizogub, examinó ocho proyectos, cuyos autores eran Y. Shirhov, V. Nikolaev (dos), I. Zholtovsky (dos), Vidensky, P. Volkov y Vasil Krichevski y finalmente aprobó el último diseño. Dado que los cimientos del edificio ya estaban colocados en la primavera de 1903, Krichevski tuvo que rediseñar el proyecto que ya estaba en construcción. La cerámica de Opishnia fue una gran inspiración para Krichevski.
El edificio funcionó como edificio administrativo y museístico hasta 1920, cuando se convirtió en el Museo Central del Proletariado del óblast de Poltava bajo la Unión Soviética. En el Frente oriental de la Segunda Guerra Mundial, el edificio fue incendiado por los nazis durante su retirada en 1943. Fue reconstruido en la década de 1950 según el proyecto de P. Kostyrko, V. Kramcher, N. Kvitka y otros. Como resultado, conservó en general sus formas, pero experimentó cambios en partes del tejado y las pinturas de la sala principal. 
Actualmente, el edificio alberga el Museo de Costumbres Locales de Poltava. El edificio se encuentra en reconstrucción desde 2021.

## Arquitectura

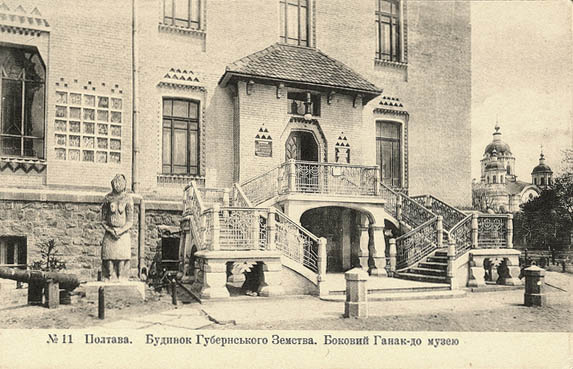
Pórtico lateral a principios del

El edificio tenía una planta simétrica en forma de Ш. La parte central incluía un vestíbulo, el salón central con una gran escalera y una gran sala de reuniones. Las demás partes contaban con amplios pasillos que unían las antiguas instalaciones comerciales de la administración del zemstvo, ubicadas en dos plantas. En la tercera planta, junto al patio, se ubicaban las instalaciones del museo, y en una de las alas, las habitaciones del hotel. El sótano estaba reservado para los servicios y el archivo. Desde la fachada principal, el edificio tenía dos plantas y media, y desde el patio, tres plantas y media.
La composición general de la casa era sumamente expresiva. Se definía por tres cuerpos que sobresalían hacia adelante y dos altas torres que flanqueaban la cornisa central. Un alto zócalo de granito rosa, compuesto por grandes piedras toscamente labradas, está perforado por ventanas con dinteles labrados, y una robusta cornisa se extiende sobre ellas. El muro principal, revestido de cerámica amarilla clara, está perforado en la primera planta por esbeltas ventanas con dintel semicircular, inscritas en nichos trapezoidales. En la segunda planta, las ventanas tienen forma trapezoidal y sus dinteles descansan sobre columnas salomónicas. La entrada principal está empotrada en una logia trapezoidal, y el portal tiene la misma forma. La puerta de entrada tallada presenta un adorno con el motivo del árbol de la vida. A ambos lados de la entrada principal, hay ventanas pareadas con una columna tallada facetada, sobre la cual una maceta extiende sus ramas ornamentales en semicírculo en la pared. Sobre el portal principal se alzan tres ventanas con columnas retorcidas de color azul y blanco, sobre las cuales se representan los escudos de armas de las ciudades de la gobernación de Poltava, rodeados de banderas. La cornisa de una gran extensión se sostenía con ménsulas en forma de "saltamontes", y debajo de ellas, un friso recorría el muro, compuesto por rosetas de diversas formas y elegantes colores, alternadas con jarrones estilizados.

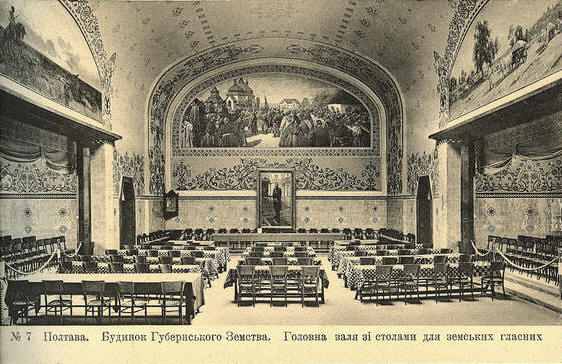
Salón principal con mesas a principios del

Las decoraciones ornamentales son muy utilizadas. Por ejemplo, en la segunda planta, se disponen como arabescos en forma de "macetas". Sobre las ventanas trapezoidales, se encuentran insertos ornamentales pintados con el tema del árbol de la vida. La casa está coronada por un alto tejado de tejas vidriadas de color azul verdoso, dispuestas en mosaico directo, de modo que el tejado cambia con los colores del cielo y los reflejos del sol. La paleta de colores general de la fachada combina una base rosa con cerámica de color amarillo claro y ocre dorado en la pared, ceñida a la altura de las ventanas de la primera planta con una amplia franja naranja, composiciones ornamentales policromadas, columnas retorcidas de color blanco y azul, y, finalmente, el tejado azul verdoso.

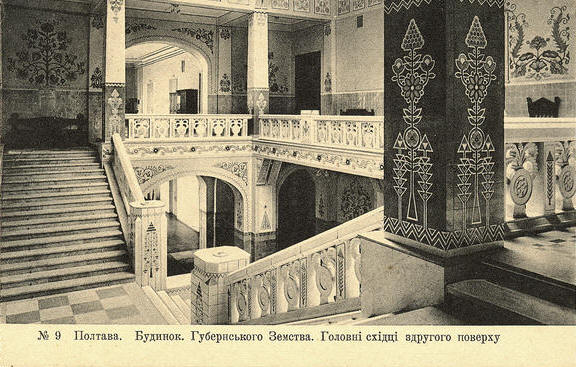
La escalera principal vista desde el segundo piso a principios del

Esta estructura arquitectónica se veía enfatizada por dos altas y esbeltas torres cubiertas con techos de carpa con pliegues. El espacio interior, en sus partes principales, se conectaba a través de amplias aberturas arqueadas y fluía desde el vestíbulo hasta el salón central con su amplia escalera de mármol, girada en dos direcciones, e inundada de rayos de luz a través del techo de cristal. El salón estaba rodeado de columnas azul blanquecinas, entrelazadas con adornos estilizados tipo "maceta" y una ligera balaustrada en forma de kumanets, de la que emergía una pesada espiga de trigo, inclinada en dos direcciones. Los muros a la altura de las escaleras estaban cubiertos con una losa de loza blanca con flores azul verdosas, que daba la impresión de un estandarte festivo. Los muros bajo las columnas y en el friso sobre las vigas de hormigón armado también estaban decorados con adornos.
La sala principal se caracterizaba por un espacio cruciforme claramente definido, cubierto con una bóveda elíptica. Las paredes estaban cubiertas con adornos florales, realizados según bocetos de Mikola Samokish, y tres grandes cuadros temáticos, pintados por Sergi Vasilkivski con la ayuda de Mikola Uvárov y Mijailo Berkos. Los siguientes cuadros se encontraban en la sala: en el eje principal: "Elecciones del Coronel M. Pushkar de Poltava", a la izquierda, en la pared longitudinal: "El Cosaco Holota y el Tártaro", y a la derecha: "El Camino a Romodán". El primer cuadro glorificaba las formas democráticas de elección de líderes, el segundo revelaba el tema de la victoria militar en la defensa de la región de Poltava, y el tercero mostraba las relaciones comerciales y el emprendimiento.

## Galería

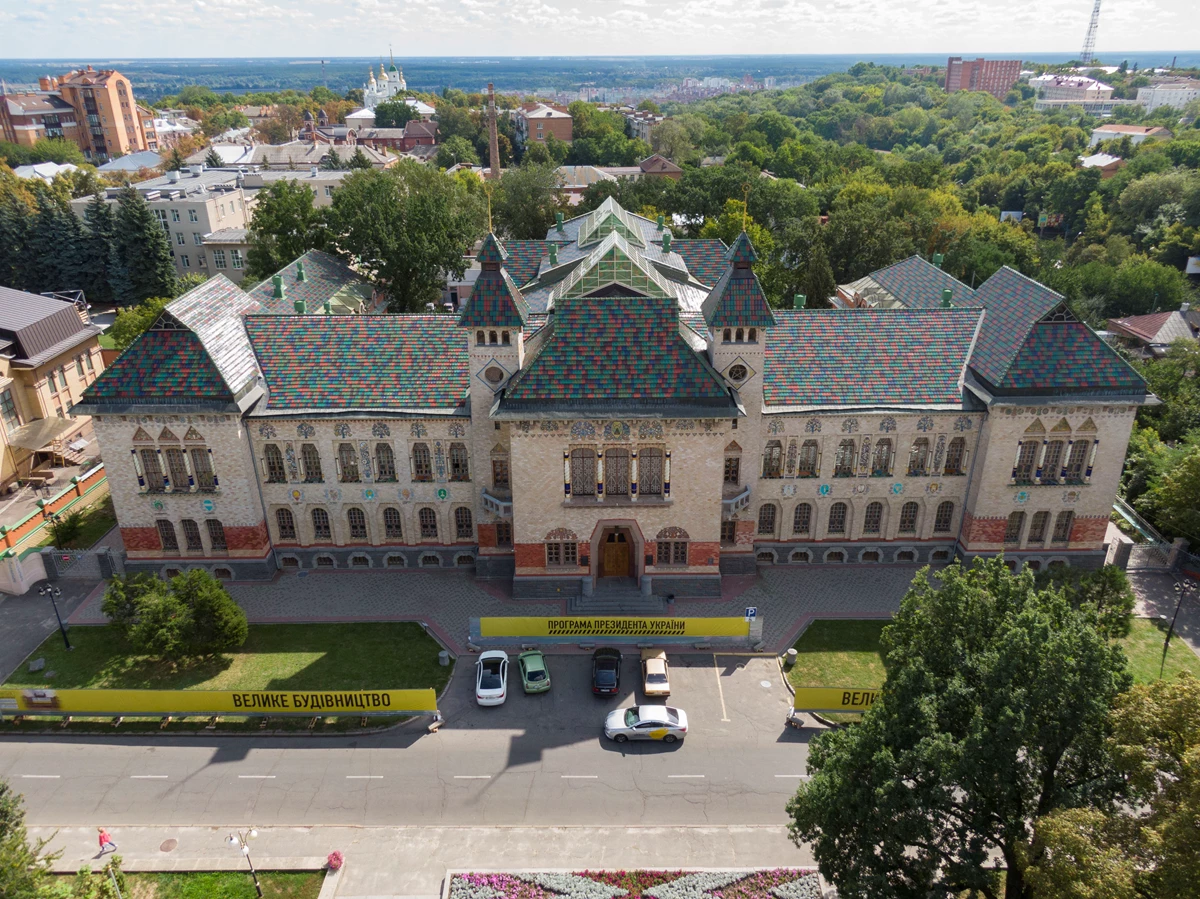
Vista aérea
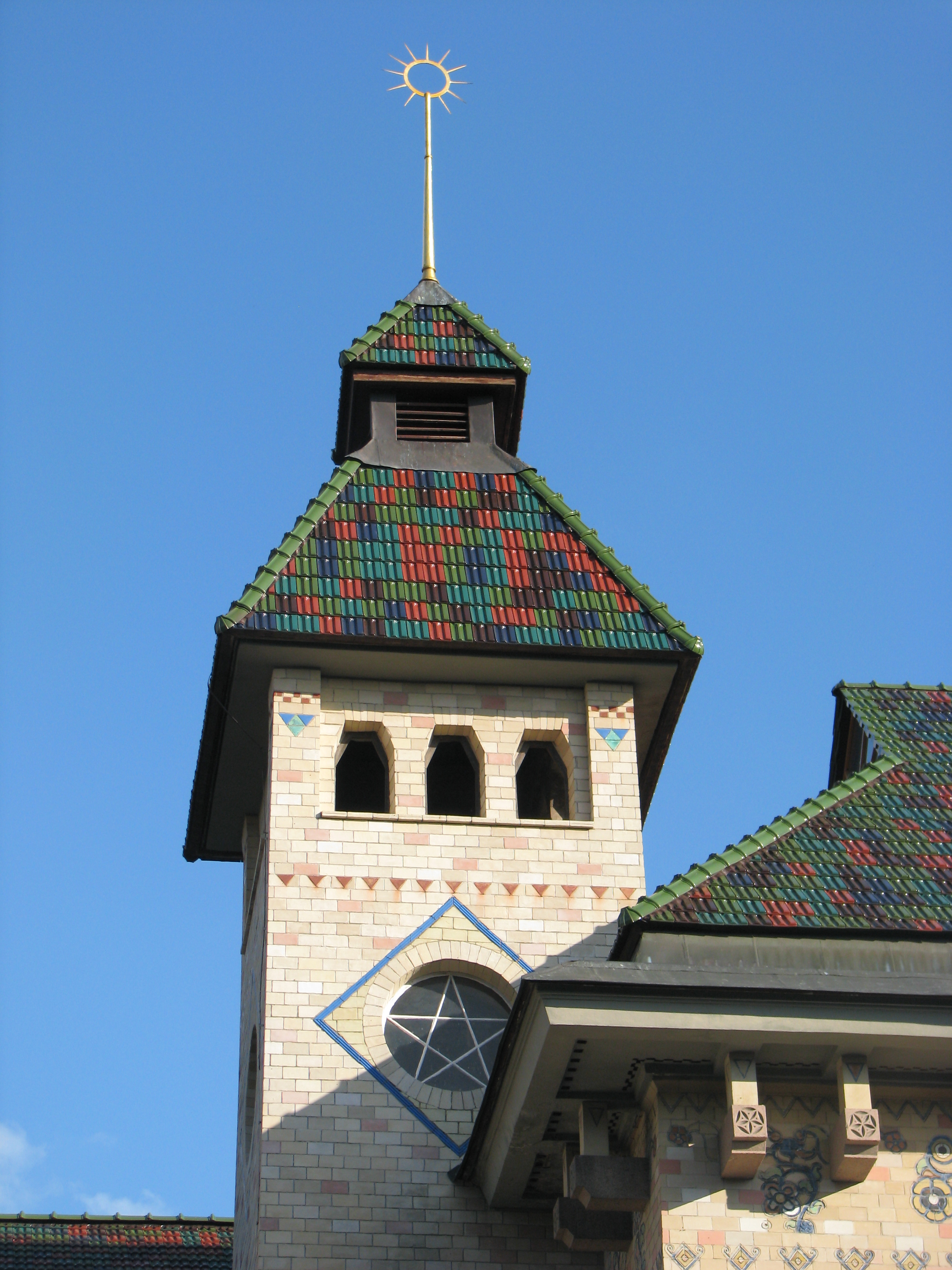
Detalle del tejado
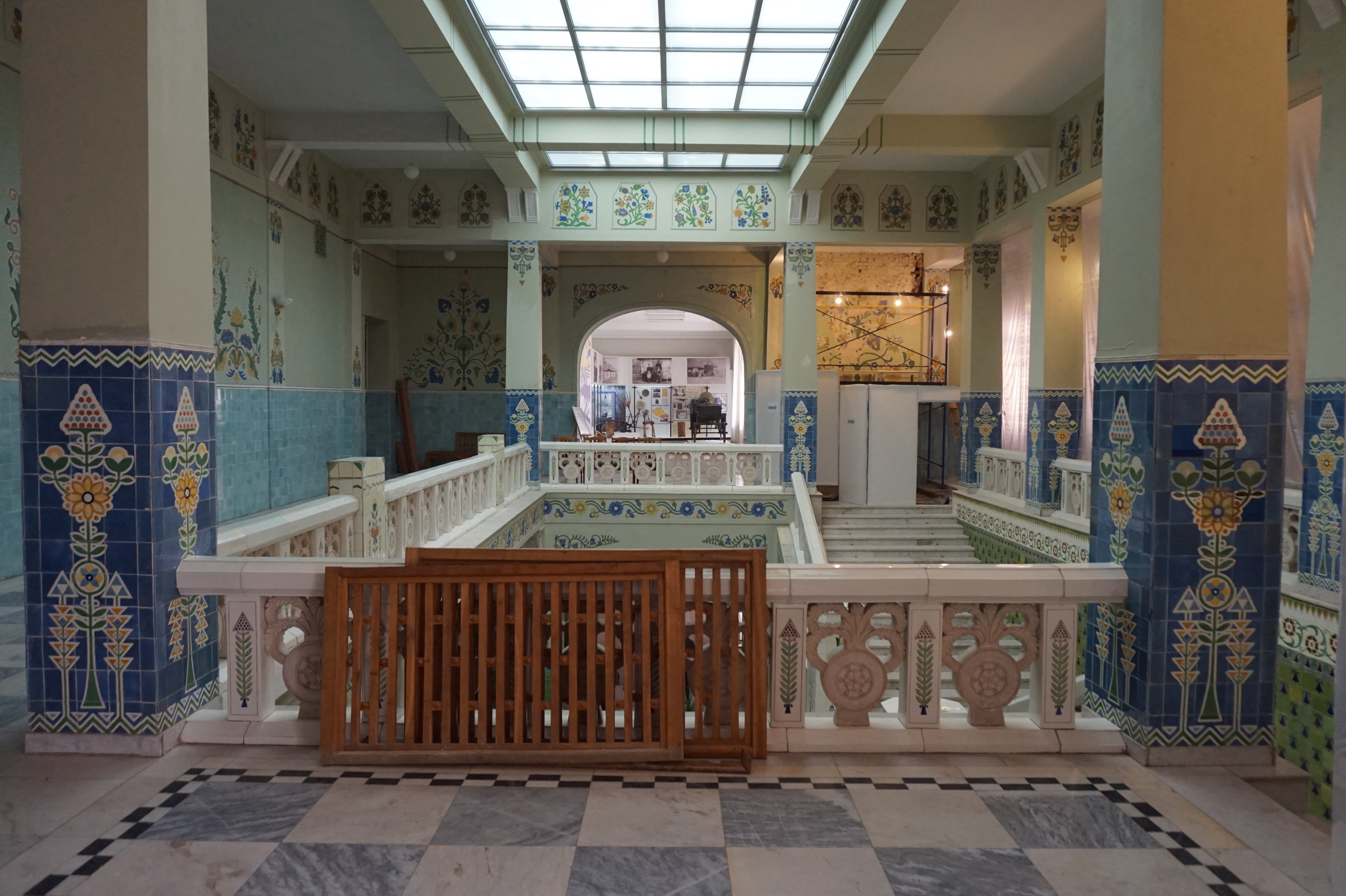
Pasillos interiores
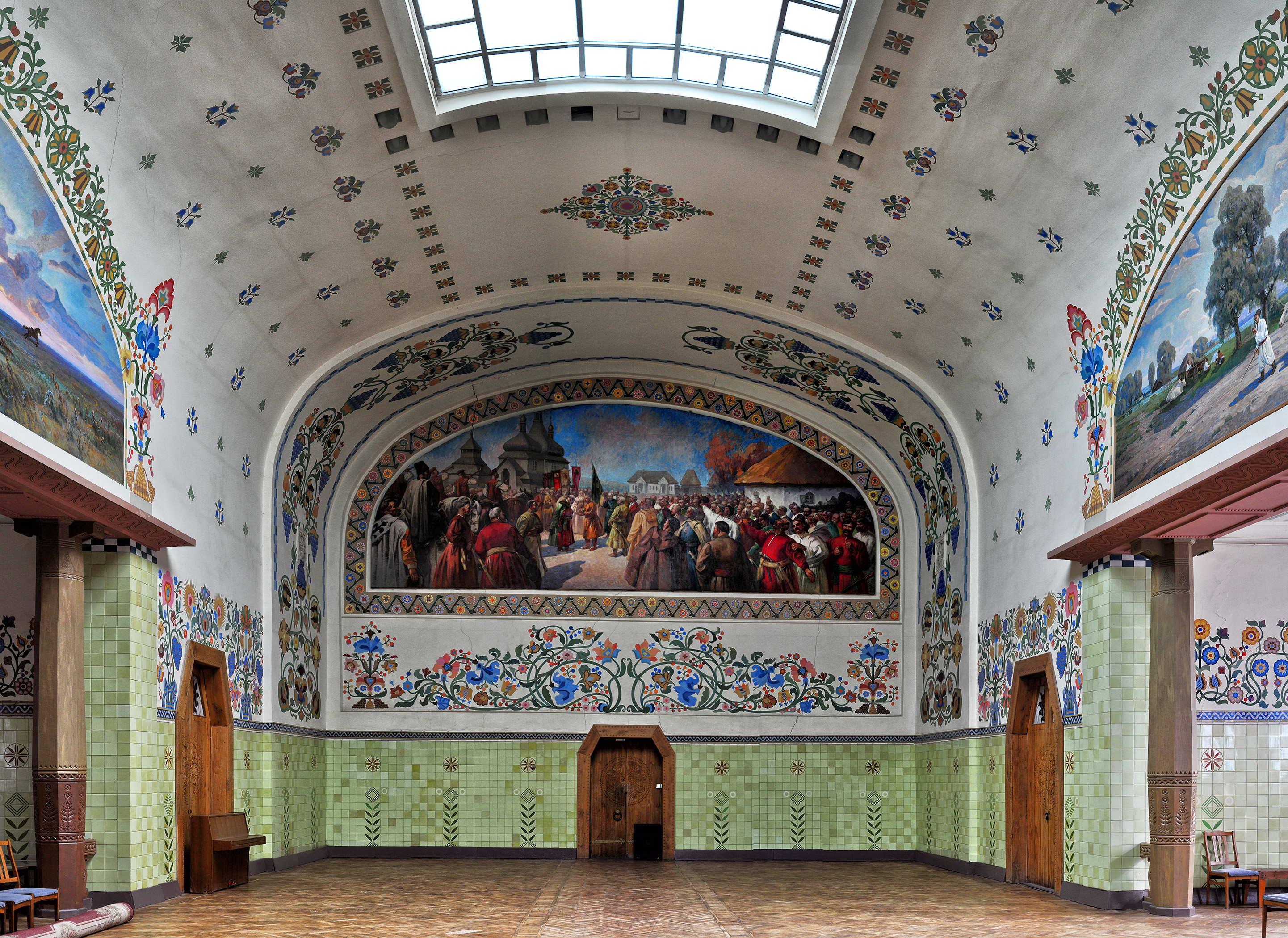
Sala principal
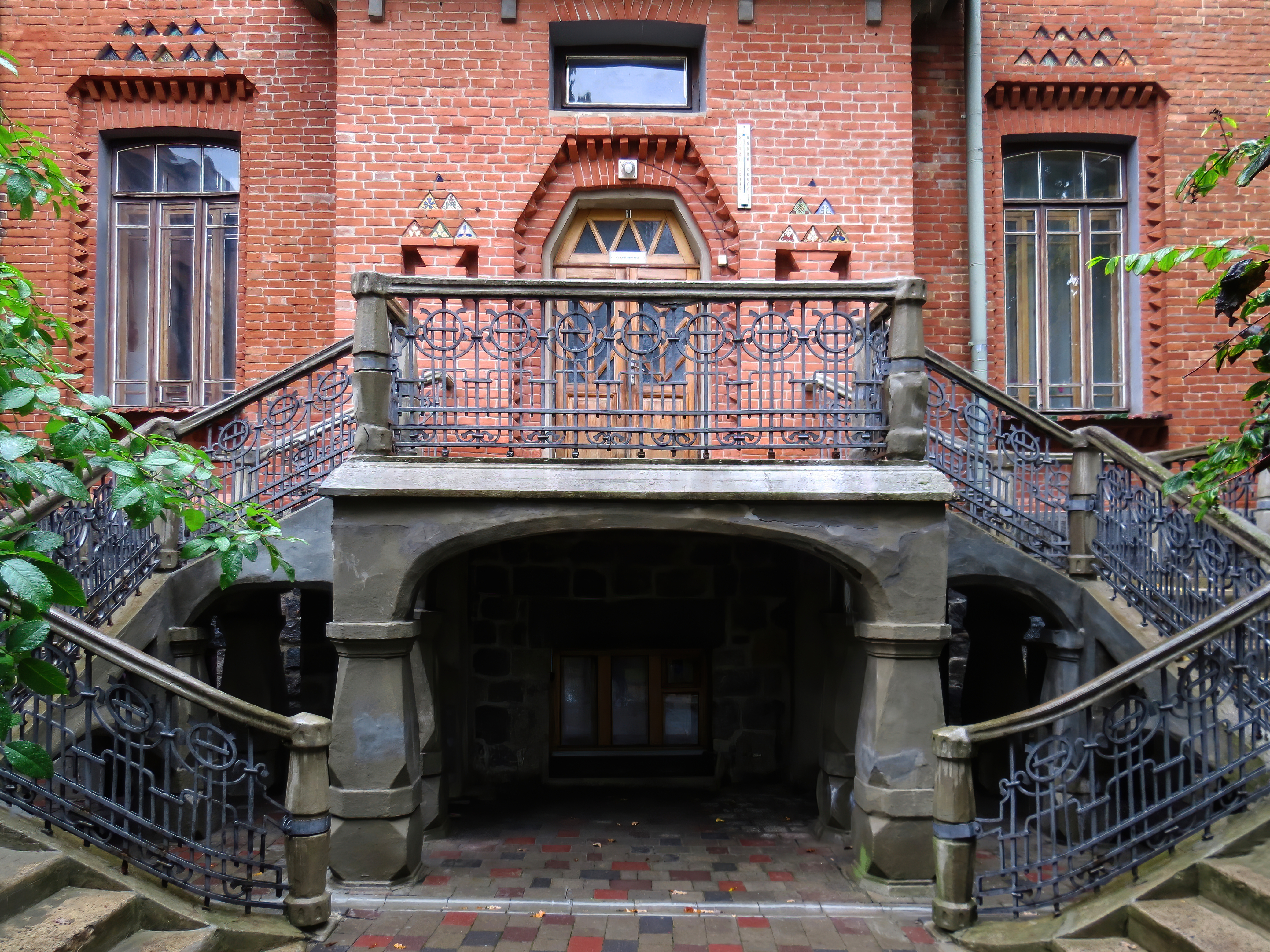
Entrada trasera